# Ріо-Гранде (Нью-Джерсі)
Ріо-Гранде (англ. Rio Grande) — переписна місцевість (CDP) в США, в окрузі Кейп-Мей штату Нью-Джерсі. Населення — 3610 осіб (2020).

## Географія
Ріо-Гранде розташоване за координатами 39°1′9″ пн. ш. 74°52′40″ зх. д. / 39.01917° пн. ш. 74.87778° зх. д. (39.019051, -74.877870).  За даними Бюро перепису населення США в 2010 році переписна місцевість мала площу 6,45 км², з яких 6,37 км² — суходіл та 0,08 км² — водойми.

## Демографія
Згідно з переписом 2010 року, у переписній місцевості мешкало 2670 осіб у 1115 домогосподарствах у складі 730 родин. Густота населення становила 414 особи/км².  Було 1489 помешкань (231/км²).
Расовий склад населення:
| - 86,4 % — білих - 5,5 % — чорних або афроамериканців - 2,5 % — азіатів - 0,3 % — корінних американців - 3,2 % — осіб інших рас |

До двох чи більше рас належало 2,0 %. Частка іспаномовних становила 7,7 % від усіх жителів.
За віковим діапазоном населення розподілялося таким чином: 18,4 % — особи молодші 18 років, 61,3 % — особи у віці 18—64 років, 20,3 % — особи у віці 65 років та старші. Медіана віку мешканця становила 45,9 року. На 100 осіб жіночої статі у переписній місцевості припадало 97,6 чоловіків;  на 100 жінок у віці від 18 років та старших — 96,4 чоловіків також старших 18 років.
Середній дохід на одне домашнє господарство  становив 68 530 доларів США (медіана — 51 429), а середній дохід на одну сім'ю — 84 827 доларів (медіана — 72 750). За межею бідності перебувало 8,7 % осіб, у тому числі 7,1 % дітей у віці до 18 років та 20,3 % осіб у віці 65 років та старших.
Цивільне працевлаштоване населення становило 1198 осіб. Основні галузі зайнятості: освіта, охорона здоров'я та соціальна допомога — 21,8 %, мистецтво, розваги та відпочинок — 20,9 %, публічна адміністрація — 13,2 %, роздрібна торгівля — 11,9 %.